# Lambda Gruis
Désignations
Lambda Gruis (λ Gruis / λ Gru), est une étoile orangée de la constellation australe de la Grue. D'une magnitude apparente de 4,47, elle est visible à l'œil nu. L'étoile présente une parallaxe annuelle de 13,47 mas mesurée par le satellite Hipparcos, ce qui permet d'en déduire qu'elle est distante de ∼ 242 a.l. (∼ 74,2 pc) de la Terre. Elle s'éloigne actuellement du système solaire à une vitesse radiale de +39 km/s ; elle s'en était rapprochée jusqu'à une distance d'environ 56 pc (∼183 al) il y a 805 000 ans.
Lambda Gruis est une étoile géante rouge de type spectral K3 III, qui a épuisé les réserves d'hydrogène qui étaient contenues dans son noyau et qui a évolué hors de la séquence principale en s'étendant et se refroidissant. Elle est 2,4 fois plus massive que le Soleil et son rayon est 22,3 fois plus grand que le rayon solaire. L'étoile est 155 fois plus lumineuse que le Soleil et sa température de surface est de 4 269 K.